# 安海高氏宗祠
安海高氏宗祠位于福建省晋江市安海镇小宗埔3号，位于安海镇小宗埔3号，始建于明隆庆年间，清顺治丙申（1656年）焚毁，康熙辛末年（1691年）重建。台北高氏宗祠系仿照其建造，1995年翻建安海高氏宗祠时，又再次将安海高氏宗祠的原样复制回来。
历史上，安海高氏科举鼎盛，宋代取中58名进士，“一门五代二十进士”、“三代七登科”、“父子同金榜”，其中高惠连官至兵部尚书。安平高氏宗祠占地面积466平方米,建筑面积418平方米。青石、红瓦、燕尾翘脊,坐北向南,开三通大门,为五开间两落建筑。翻建时使用了原清代构件，保持闽南宗祠建筑风格，悬挂朱熹所题的旧匾额“有继堂”和门联“后周忠节第，有宋尚书门”。
2003年，高氏宗祠被认定为“福建名祠”。2019年9月8日，安海高氏宗祠公布为晋江市第六批市级文物保护单位。